# 布盧加普 (亞利桑那州)
布盧加普（英語：Blue Gap）是位於美國亞利桑那州阿帕契縣的一個非建制地區。該地的面積和人口皆未知。

## 地理
布盧加普的座標為36°10′15″N 109°56′47″W / 36.17083°N 109.94639°W，而該地的平均海拔高度為1980米（即6496英尺）。